# Isabelle Fernande de Bourbon

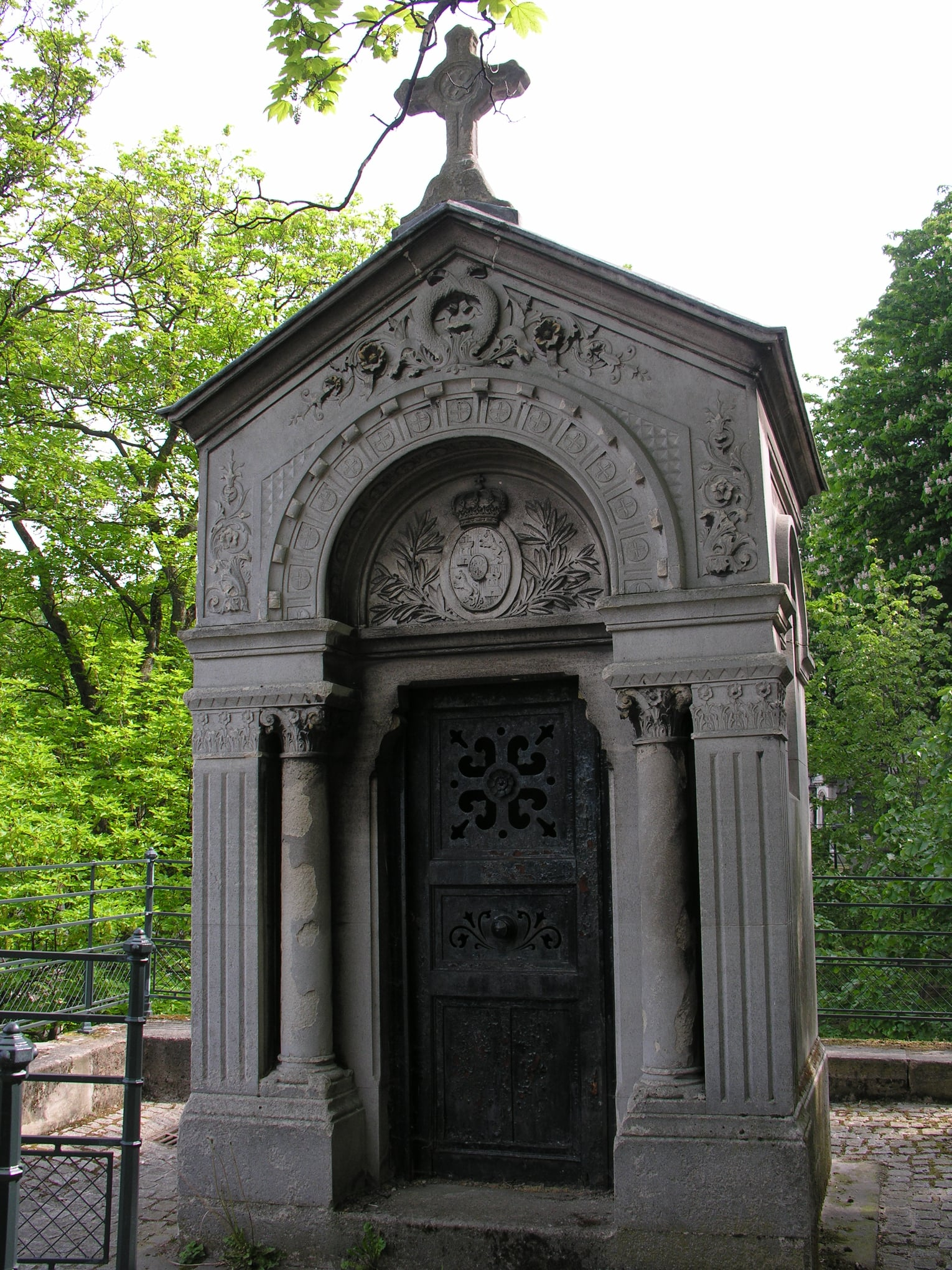
Sépulture d'Isabelle Fernande de Bourbon, chapelle royale d'Espagne, 22e division du cimetière de Montmartre.

Marie Isabelle Fernande de Bourbon, née le 18 mai 1821 à Aranjuez et morte le 17 mai 1897 à Paris 9e,, est une infante d'Espagne, nièce du roi Ferdinand VII, dont le mariage célébré secrètement avec un comte polonais, le comte Ignace Gurowski, causa scandale à l'époque.

## Biographie
Marie Isabelle Fernande de Bourbon est la fille de l'infant François de Paule de Bourbon et de la princesse royale Louise-Charlotte de Bourbon-Siciles. La princesse royale est la nièce de son mari. Les mariages princiers sont régis par les nécessités politiques et les dommages de la consanguinité ignorés. Seule est nécessaire une dispense papale pour éviter que l'union soit considérée comme incestueuse. 
Alors qu'elle étudie à Paris au couvent des Oiseaux, elle fait la connaissance, à l'âge de seize ans,  du jeune comte Ignace Gurowski qui lui servait d'instructeur en équitation. Elle s'enfuit avec lui et l'épouse secrètement à Douvres le 26 juin 1841 sans le consentement de sa famille. Le couple s'installe à Bruxelles. Lorsque le frère de l'infante, François d'Assise d'Espagne, se marie avec la reine Isabelle II, sa cousine, en 1846, le couple ne peut plus être ignoré de la bonne société bruxelloise. Quand le roi Léopold devient veuf en 1850, la belle infante tient le rôle de première dame à la cour de Belgique, ce qui fait jaser l'aristocratie belge. Une fille qui serait née d'une liaison d'Isabelle Fernande avec le roi en 1851 ou 1852, fut élevée de l'âge de huit ans à seize ans au château de Jannée; ses « tuteurs » reçurent une forte somme en échange de leur silence. Le comte et la comtesse Gurowski s'installent en Espagne en 1854. La maison royale d'Espagne reconnaît enfin ce mariage et finit par titrer le comte grand d'Espagne, et par lui confier une mission diplomatique de la part d'Isabelle II pour Napoléon III.
De ce mariage sont issus huit enfants dont quatre atteignent l'âge adulte :
- Marie-Louise (Bruxelles 1842 - Madrid 1877), épouse Vicente Bertrán de Lis y Derret dont descendance
- Marie-Isabelle (Bruxelles 1847 - 1925), épouse Charles Allen-Perkins en premières noces dont descendance, puis José María Díaz-Martín y Torneria sans descendance
- Fernand (Bruxelles 1848 - 1878), sans union ni postérité, titré marquis de Bondad Real
- Marie-Christine (1858 - 19?), épouse Bartolomeu da Costa Macedo Giraldes Barba de Menezes, 2e vicomte de Trancoso, dont postérité

## Distinction
- Dame noble de l'ordre de la Reine Marie-Louise (18 mai 1821)

## Iconographie
Le peintre belge Eugène-Barthélemy Verboeckhoven réalise le portrait de l'infante exposé au Salon de Bruxelles de 1851.